# سازمان مخفی کنترل جادو
سازمان کنترل جادوی مخفی یا سازمان مخفی کنترل جادو (انگلیسی: Secret Magic Control Agency) یک فیلم پویانمایی رایانه‌ای روسی در سال ۲۰۲۱ به کارگردانی الکسی تسیسیلین و نویسندگی آنالیسا لابیانکو، ولادیمیر نیکولایف، جفری اسپنسر، تسیسیلین و الکسی زامیسلوف است. این فیلم اقتباسی آزاد از افسانه هانسل و گرتل توسط برادران گریم است.